# Bois-Colombes
Bois-Colombes es una comuna (municipio) de Francia situado en el departamento de Altos del Sena, en la región de Isla de Francia. Tiene una población estimada, en 2018, de 29 555 habitantes.
Ubicada cerca del barrio parisino de La Défense, es una localidad principalmente suburbana.

## Economía

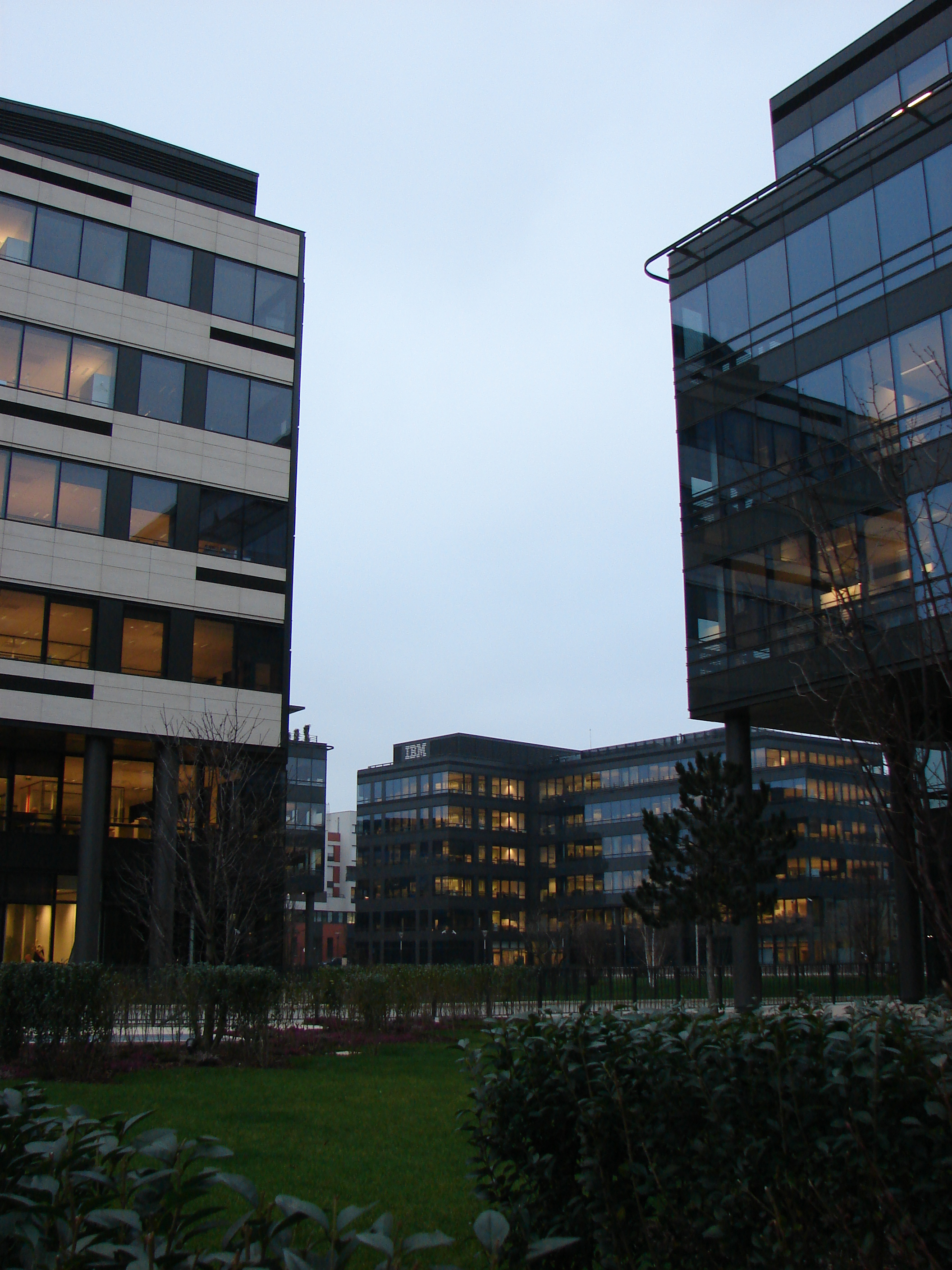
IBM France

Situada en el norte de Altos del Sena, Bois-Colombes es una ciudad predominantemente residencial..
La ciudad tenía varias empresas de gran porte, pero la imposibilidad de que las empresas se expandieran y el valor de la tierra llevó a su desindustrialización.
La salida de la empresa Hispano-Suiza en 1999, que proporcionaba una cuarta parte de los ingresos de la ciudad, fue vista como un desastre por los habitantes de la comuna. Sin embargo, en el emplazamiento de Les Bruyères, que ocupaba esta empresa, se han ido instalando progresivamente sedes centrales de corporaciones que han dado nueva vida a Bois-Colombes desde 2004, entre ellas IBM France y Colgate-Palmolive.
La comuna cuenta con un hotel cuatro estrellas de la cadena Best Western.

## Demografía
| 10 501 | 12 726 | 14 695 | 17 241 | 19 888 | 21 924 | 25 892 | 26 562 | 25 754 | 27 899 | 29 938 | 28 934 | 26 657 | 23 780 | 24 415 | 23 885 | 27 600 | 28 153 | 28 514 | 28 468 | 29 555 |
| Para los censos de 1962 a 1999 la población legal corresponde a la población sin duplicidades (Fuente: INSEE [Consultar]) |        |        |        |        |        |        |        |        |        |        |        |        |        |        |        |        |        |        |        |        |

## Personalidades destacadas
- Bob Sinclar, DJ y productor con varios éxitos a nivel mundial.

## Referencias

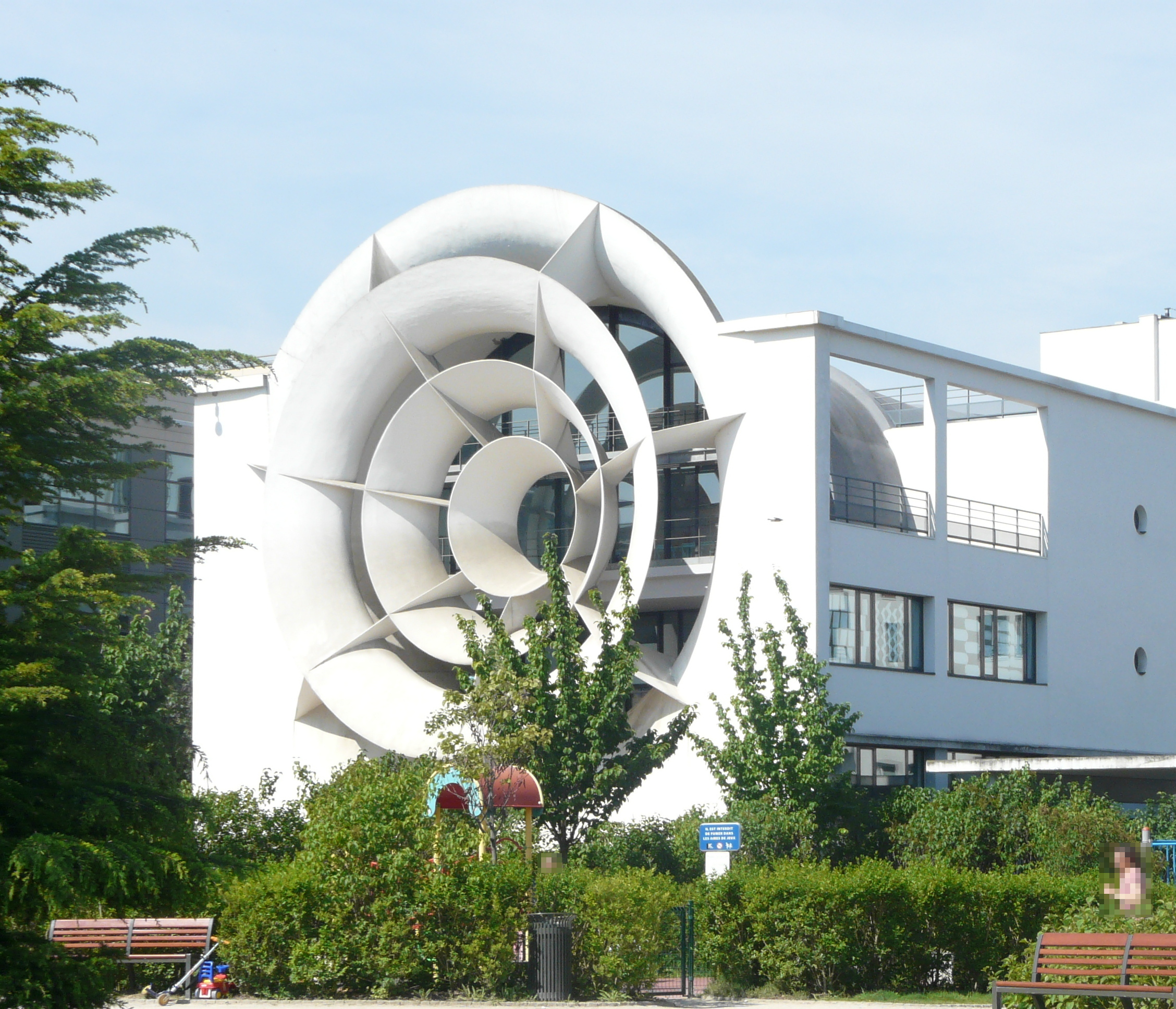
Soufflerie Hispano-Suiza, monumento histórico de Francia